# Orgasmi meccanici
Orgasmi meccanici è il primo album della DJ band hip hop italiana Alien Army, pubblicato nel 1999 con l'etichetta Royality Records.

## Tracce
1. Dubbio interiore (grand ouverture) - 5:40
2. Punto di non ritorno - 1:26
3. No one can compete - 5:01
4. L'infame - 1:16
5. Adios Babbeo Original - 4:37
6. Scarapagghio meet Tandoori Alien - 4:26
7. Geto muzik - 1:58
8. Battlemode - 4:36
9. China training - 5:29
10. Sette anni in Tibet (la prossima soglia) - 2:11
11. Raw dog - 2:05
12. Hey, cazzo amico! - 5:21
13. Sono inscimmiato - 1:30
14. Funky drum - 2:58
15. King of my jungle - 0:56
16. Splash - 5:27
17. Di ball - 1:45
18. Alien Army live in Mars - 1:40
19. Alien Army airlines (Jamaica trip) - 4:35
20. Ammazzo il tempo - 3:44
21. Adios Babbeo Remix - 4:36
22. La la la - 3:08